# Matt Freese
Matthew Andrew Geary Freese (Wayne, 2 settembre 1998) è un calciatore statunitense con cittadinanza tedesca, portiere del New York City.

## Biografia
Nato negli Stati Uniti, suo padre è di origini tedesche e grazie a questo lui possiede il passaporto tedesco.

## Carriera

### Club
Freese ha iniziato a giocare a calcio nel settore giovanile del Philadelphia Union, per poi passare all'Harvard Crimson nel periodo in cui ha frequentato l'Università Harvard.
Il 21 dicembre 2018 ha lasciato Harvard per far ritorno al Philadelphia Union con cui ha siglato un contratto professionistico. Il 10 marzo 2019 ha debuttato in prima squadra nell'incontro di USL Championship vinto 2-0 contro il Birmingham Legion ed il 20 aprile ha esordito in MLS sostituendo Andre Blake nel secondo tempo dell'incontro casalingo vinto 3-0 contro il Montréal Impact. Il 16 marzo 2021 rinnova il proprio contratto con il club.
Il 27 gennaio 2023 è stato acquistato a titolo definitivo dal New York City.

### Nazionale
Nel gennaio 2021 viene convocato per la prima volta in nazionale maggiore.
L'11 marzo 2021 è stato inserito nell'elenco dei convocati per il torneo di qualificazione CONCACAF per i Giochi Olimpici di Tokyo.
Il 7 giugno 2025 esordisce con la massima selezione statunitense nella sconfitta interna in amichevole contro la Turchia.

## Statistiche

### Presenze e reti nei club
Statistiche aggiornate al 22 aprile 2024.
| Stagione        | Squadra               | Campionato      | Campionato | Campionato | Coppe nazionali | Coppe nazionali | Coppe nazionali | Coppe continentali | Coppe continentali | Coppe continentali | Altre coppe | Altre coppe | Altre coppe | Totale | Totale | Totale |
| Stagione        | Squadra               | Comp            | Pres       | Reti       | Comp            | Pres            | Reti            | Comp               | Pres               | Reti               | Comp        | Pres        | Reti        | Pres   | Reti   |        |
| --------------- | --------------------- | --------------- | ---------- | ---------- | --------------- | --------------- | --------------- | ------------------ | ------------------ | ------------------ | ----------- | ----------- | ----------- | ------ | ------ | ------ |
| 2019            | Philadelphia Union II | USL             | 8          | -17        |                 | -               | -               |                    | -                  | -                  |             | -           | -           | 8      | -17    |        |
| 2020            | Philadelphia Union II | USL             | 7          | -16        |                 | -               | -               |                    | -                  | -                  |             | -           | -           | 7      | -16    |        |
| 2022            | Philadelphia Union II | MNP             | 16         | -22        |                 | -               | -               |                    | -                  | -                  |             | -           | -           | 16     | -22    |        |
| 2019            | Philadelphia Union    | MLS             | 6          | -7         | USCup           | 1               | -2              |                    | -                  | -                  |             | -           | -           | 7      | -9     |        |
| 2020            | Philadelphia Union    | MLS             | 1          | -          |                 | -               | -               |                    | -                  | -                  |             | -           | -           | 1      | -      |        |
| 2021            | Philadelphia Union    | MLS             | 7          | -10        |                 | -               | -               | CCL                | 0                  | 0                  |             | -           | -           | 7      | -10    |        |
| 2022            | Philadelphia Union    | MLS             | 0          | 0          | USCup           | 1               | -2              |                    | -                  | -                  |             | -           | -           | 1      | -2     |        |
| 2023            | New York City II      | MNP             | 1          | 0          |                 | -               | -               |                    | -                  | -                  |             | -           | -           | 1      | 0      |        |
| 2023            | New York City         | MLS             | 10         | -8         | USCup           | 1               | -1              |                    | -                  | -                  | LC          | 2           | -1          | 13     | -10    |        |
| 2024            | New York City         | MLS             | 9          | -9         | USCup           | 0               | 0               |                    | -                  | -                  |             | -           | -           | 9      | -9     |        |
| Totale carriera | Totale carriera       | Totale carriera | 65         | -89        |                 | 3               | -5              |                    | 0                  | 0                  |             | 2           | -1          | 70     | -95    |        |

### Cronologia presenze e reti in nazionale
| Cronologia completa delle presenze e delle reti in nazionale ― Stati Uniti | Cronologia completa delle presenze e delle reti in nazionale ― Stati Uniti | Cronologia completa delle presenze e delle reti in nazionale ― Stati Uniti | Cronologia completa delle presenze e delle reti in nazionale ― Stati Uniti | Cronologia completa delle presenze e delle reti in nazionale ― Stati Uniti | Cronologia completa delle presenze e delle reti in nazionale ― Stati Uniti | Cronologia completa delle presenze e delle reti in nazionale ― Stati Uniti | Cronologia completa delle presenze e delle reti in nazionale ― Stati Uniti |
| Data                                                                       | Città                                                                      | In casa                                                                    | Risultato                                                                  | Ospiti                                                                     | Competizione                                                               | Reti                                                                       | Note                                                                       |
| -------------------------------------------------------------------------- | -------------------------------------------------------------------------- | -------------------------------------------------------------------------- | -------------------------------------------------------------------------- | -------------------------------------------------------------------------- | -------------------------------------------------------------------------- | -------------------------------------------------------------------------- | -------------------------------------------------------------------------- |
| 7-6-2025                                                                   | East Hartford                                                              | Stati Uniti                                                                | 1 – 2                                                                      | Turchia                                                                    | Amichevole                                                                 | -2                                                                         |                                                                            |
| 15-6-2025                                                                  | San Jose                                                                   | Stati Uniti                                                                | 5 – 0                                                                      | Trinidad e Tobago                                                          | Gold Cup 2025 - 1º turno                                                   | -                                                                          |                                                                            |
| 19-6-2025                                                                  | Austin                                                                     | Arabia Saudita                                                             | 0 – 1                                                                      | Stati Uniti                                                                | Gold Cup 2025 - 1º turno                                                   | -                                                                          |                                                                            |
| 22-6-2025                                                                  | Arlington                                                                  | Stati Uniti                                                                | 2 – 1                                                                      | Haiti                                                                      | Gold Cup 2025 - 1° turno                                                   | -1                                                                         |                                                                            |
| 29-6-2025                                                                  | Minneapolis                                                                | Stati Uniti                                                                | 2 – 2 (4 – 3 dtr)                                                          | Costa Rica                                                                 | Gold Cup 2025 - Quarti di finale                                           | -2                                                                         |                                                                            |
| 2-7-2025                                                                   | St. Louis                                                                  | Stati Uniti                                                                | 2 – 1                                                                      | Guatemala                                                                  | Gold Cup 2025 - Semifinale                                                 | -1                                                                         | 77’                                                                        |
| 6-7-2025                                                                   | Houston                                                                    | Stati Uniti                                                                | 1 – 2                                                                      | Messico                                                                    | Gold Cup 2025 - Finale                                                     | -2                                                                         |                                                                            |
| Totale                                                                     |                                                                            | Presenze                                                                   | 7                                                                          |                                                                            | Reti                                                                       | -8                                                                         |                                                                            |

## Palmarès

### Competizioni nazionali
- MLS Supporters' Shield: 1

Philadelphia Union: 2020